# Odontaspididae
Los odontaspididos, conocidos también como tiburones de la arena, o tiburones de dientes desiguales, es una familia de elasmobranquios Lamniformes que se encuentran en todo el mundo en aguas templadas y tropicales. Hay cuatro especies en dos géneros.

## Descripción
Los Odontaspididae tienen una segunda aleta dorsal. Crecen hasta 2 metros de largo los adultos. En sus estómagos los científicos han llegado a encontrar un torpedo y un cofre del tesoro. El cuerpo tiende a ser de color pardo con manchas oscuras en el dorso. Estas marcas desaparecen a medida que maduran. Su mandíbula está muy adaptada para empalar a los peces, su principal presa. Sus dientes son largos, estrechos y muy afilados con bordes lisos con una y, en ocasiones, dos cúspides más pequeñas a cada lado.

## Reproducción
Estos tiburones sólo desarrollan dos embriones, uno en cada útero. Las crías comen huevos no fertilizados en un proceso llamado oofagia antes de nacer.

## Clasificación
- Carcharias
  - Carcharias taurus Rafinesque, 1810 (tiburón toro o solrayo de arena)
  - Carcharias tricuspidatus Day, 1878 (toro bambaco)
- Odontaspis
  - Odontaspis ferox (Risso, 1810) (solrayo)
  - Odontaspis noronhai (Maul, 1955) (solrayo ojigrande)